# 抜海岬
座標: 北緯45度18分41秒 東経141度36分53秒 / 北緯45.311480度 東経141.614805度

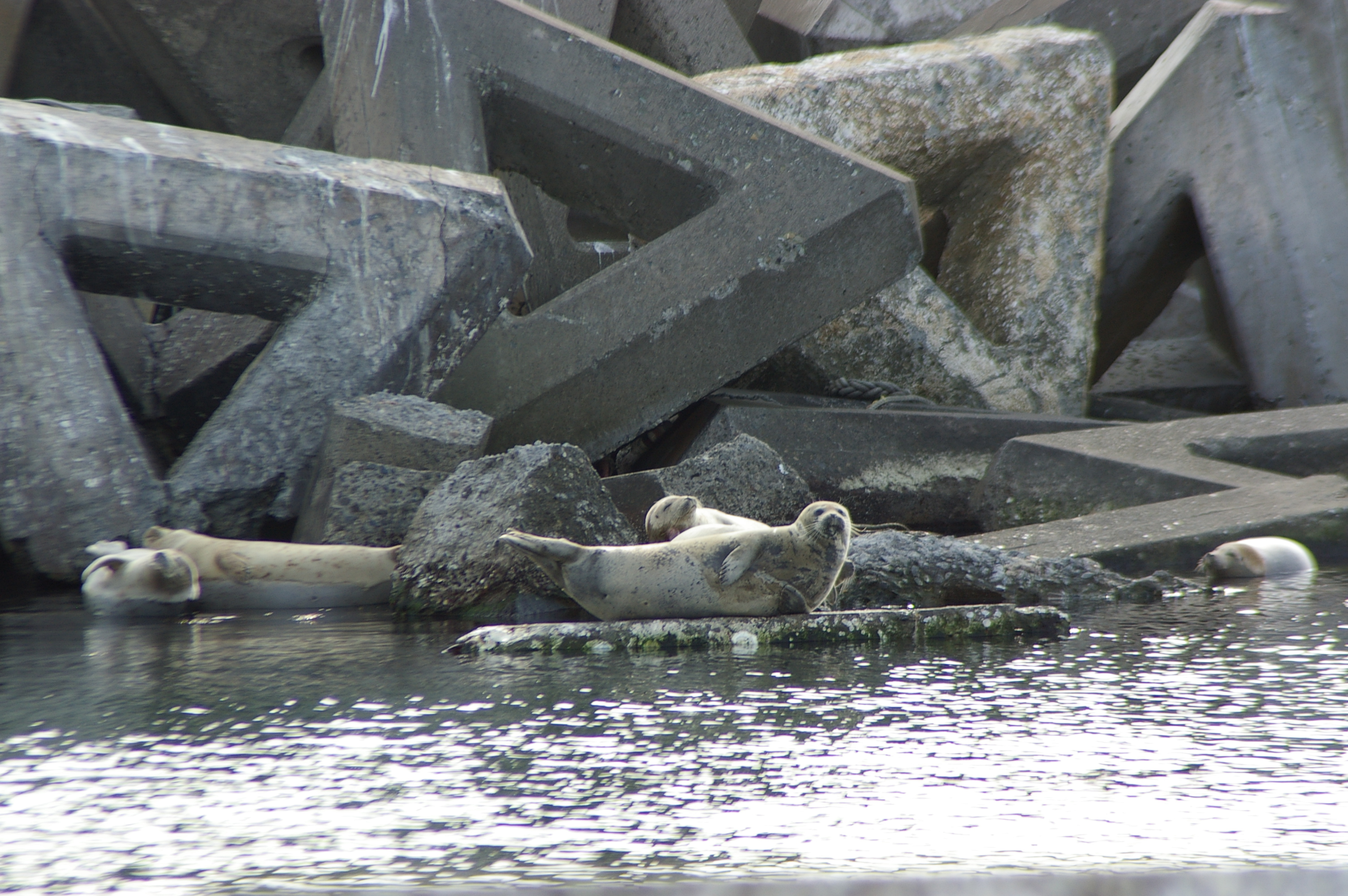
抜海港内のゴマフアザラシ

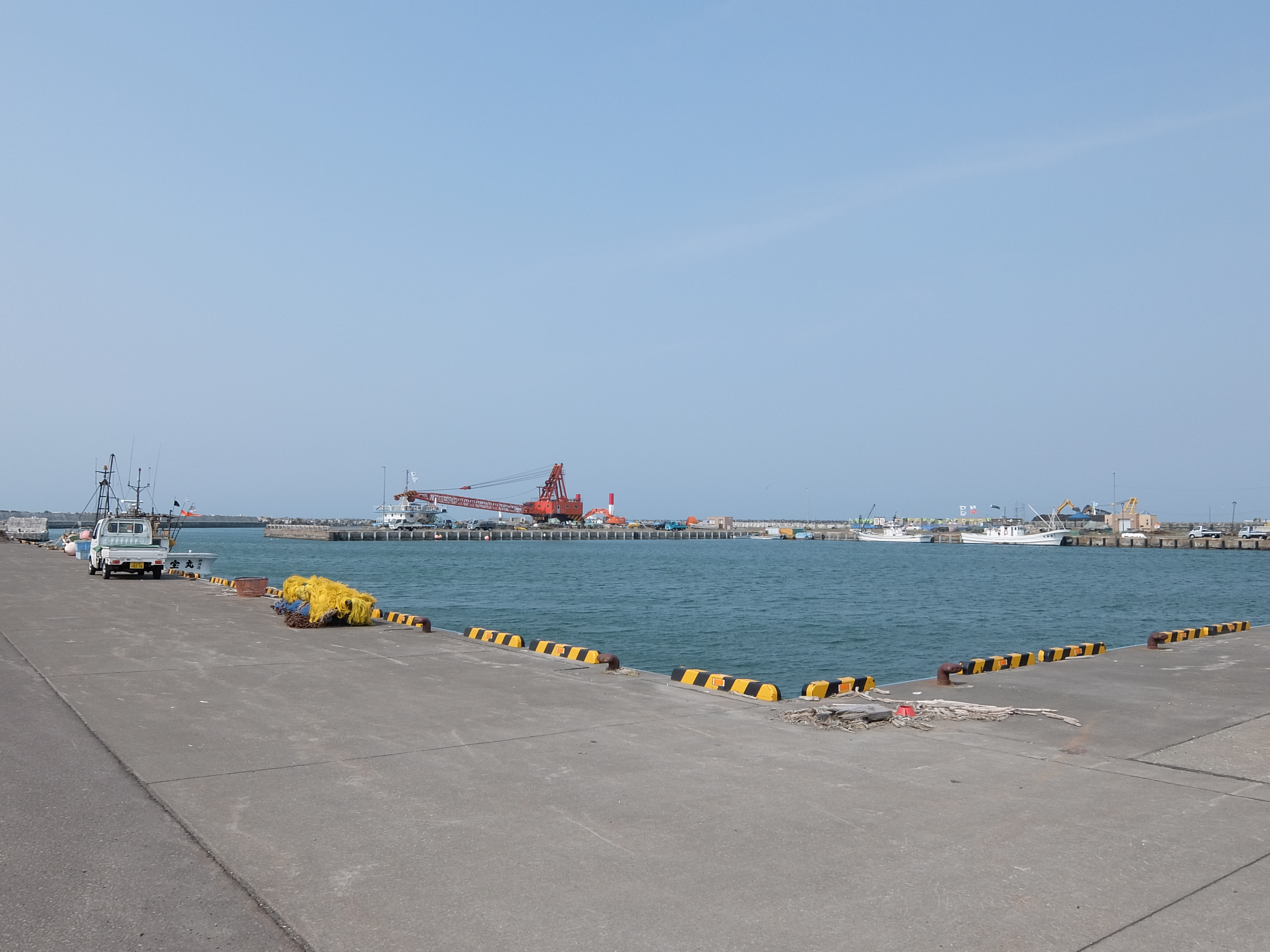
抜海漁港の様子（2015年4月）

抜海岬（ばっかいみさき）は、北海道稚内市抜海村にある、日本海（利尻水道）に面した岬。長さ約600m。

## 概要
稚内市域の南西部に位置し、はるかに利尻島が望まれる。また、付近の丘からは海岸砂丘の列を眺めることができる。冬季には地吹雪が激しい。
岬の南側に抜海漁港があり、岬の大半は同港の岸壁となっている。冬季に稚内港が流氷で使用不能となった際、ここから利尻島・礼文島へ定期船が発着することもある。冬季には港近くの岩礁で、流氷に乗ってやって来たゴマフアザラシを見ることができる。

## 周辺
- 抜海原生花園
- 抜海駅（2025年3月廃止）
- 抜海郵便局
- 稚内市立抜海小中学校（2007年3月廃校）

## アクセス
- 道路
  - 稚内市街から北海道道106号稚内天塩線及び北海道道254号抜海港線